# Jerson Cabral
Jerson Cabral (ur. 3 stycznia 1991 w Rotterdamie) – holenderski piłkarz grający na pozycji skrzydłowego. Od 2017 jest zawodnikiem Lewskiego Sofia.

## Kariera klubowa
8 sierpnia 2010 zadebiutował w barwach Feyenoordu Rotterdam. Zastąpił Diego Biseswara w 51 minucie meczu z FC Utrecht. W 2012 roku przeszedł do FC Twente, a w 2013 roku wypożyczono go do ADO Den Haag, a w 2014 do Willem II Tilburg. W 2016 odszedł do SC Bastia.